# Organização Desportiva Pan-Americana
A Organização Desportiva Pan-Americana, mais conhecida pela sigla ODEPA (em inglês: Pan American Sports Organization - Panam Sports; em espanhol: Organización Deportiva Panamericana - ODEPA) é a responsável pela organização dos Jogos Pan-Americanos e de outros eventos de caráter olímpico nas Américas, reunindo os Comitês Olímpicos Nacionais dos países do continente americano.
É uma entidade civil sem fins lucrativos, apolítica e não religiosa. Tem por missão fortalecer os vínculos de união e amizade entre os povos americanos e impulsionar o desenvolvimento do esporte no continente. Agindo em consonância com os comitês nacionais, a ODEPA procura levar adiante o olimpismo e seus ideais esportivos e sociais nas Américas. O principal objetivo da Organização Desportiva Pan-Americana é a realização dos Jogos Pan-Americanos, de periodicidade quadrienal, no ano anterior ao da edição dos Jogos Olímpicos.
As línguas oficiais da ODEPA são a espanhola e a inglesa. Sua sede está na Cidade do México e seu lema é "América, Espírito, Sport, Fraternité". É umas das cinco organizações continentais que formam a Associação dos Comitês Olímpicos Nacionais (ACON), sendo reconhecida para tanto pelo Comitê Olímpico Internacional (COI).

## História
A ODEPA foi oficialmente fundada em 8 de agosto de 1948, após ser reconhecida pelo COI. Seu precursor foi o Congresso Desportivo Pan-Americano (Buenos Aires, 28-31 de agosto de 1940), que se constituiu para organizar e administrar os Jogos Pan-Americanos originalmente programados para 1942, mas realizados apenas em 1951 na Argentina (em virtude da Segunda Guerra Mundial).

## Símbolos

### Bandeira

Assim como o Comitê Olímpico Internacional, a Panam Sports tem sua própria bandeira. Em 2017, a Panam Sports passou por uma reformulação completa da organização, incluindo alterações em seu nome comercial, marca e bandeira. O design moderno enfatiza a unidade das 41 nações membros da Panam Sports, exibindo todo o mapa do continente dentro de um selo que apresenta o novo nome comercial 'Panam Sports' na parte superior e 'Organization' na parte inferior. Os anéis olímpicos estão abaixo do selo, que significa o estreito relacionamento da organização continental com o COI e os Jogos Olímpicos. O selo e os anéis acompanhantes estão centralizados no fundo branco da bandeira.
A bandeira original do PASO-ODEPA continha as quatro palavras "América", "Espírito", "Sports" e "Fraternité", respectivamente em um dos quatro idiomas, espanhol, português, inglês e francês. A bandeira original também exibia uma tocha junto com os anéis olímpicos e cinco círculos com as cores oficiais dos Jogos Olímpicos em um fundo branco. Finalmente, as palavras PASO e ODEPA foram escritas para indicar a organização que a bandeira representa.

### Hino
Até 2008 houve diversos hinos não oficiais da Panam Sports, já que a maioria dos últimos Jogos Pan-Americanos utilizavam seus próprios hinos (ou o Hino Olímpico, utilizado pela última vez nos Jogos Pan-Americanos de 2007, por exemplo). O hino da ODEPA foi composto por Miguel Ángel González com arranjos de Mateo Oliva, sendo declarado oficial em 2008. O hino foi executado pela primeira vez nos Jogos Pan-Americanos de 2011, realizados em Guadalajara, no México. O novo arranjo do hino, junto com a versão cantada, foi executada nos Jogos Pan-Americanos de 2019 nas cerimônias de abertura e encerramento.

## Organizações afiliadas
Existem quatro organizações regionais filiadas à ODEPA, sendo elas:
- ODESUR: organiza os Jogos Sul-Americanos.
- CASCO: organiza os Jogos Centro-Americanos e do Caribe.
- ORDECA: organiza os Jogos Desportivos Centro-Americanos.
- ODEBO: organiza os Jogos Bolivarianos.

## Membros
Atualmente, a ODEPA tem 41 países-membros. Para fazer parte da entidade, um país das Américas deve ter um Comitê Olímpico Nacional reconhecido pelo COI. Cada um desses comitês olímpicos nacionais tem direito a ser representado por dois delegados (um titular e um suplente) nas Assembleias Gerais da ODEPA.
| Nº. | País                     | Código | Nome                                              | Página eletrônica | Grupo   |
| --- | ------------------------ | ------ | ------------------------------------------------- | ----------------- | ------- |
| 1   | Antígua e Barbuda        | ANT    | Antigua und Barbuda Olympic Association           |                   | Grupo 2 |
| 2   | Argentina                | ARG    | Comité Olímpico Argentino                         |                   | Grupo 3 |
| 3   | Aruba                    | ARU    | Comite Olimpico Arubano                           |                   | Grupo 3 |
| 4   | Bahamas                  | BAH    | Bahamas Olympic Association                       |                   | Grupo 1 |
| 5   | Barbados                 | BAR    | Barbados Olympic Association                      |                   | Grupo 2 |
| 6   | Belize                   | BIZ    | Belize Olympic and Commonwealth Games Association |                   | Grupo 1 |
| 7   | Bermudas                 | BER    | Bermuda Olympic Association                       |                   | Grupo 1 |
| 8   | Bolívia                  | BOL    | Comité Olímpico Boliviano                         |                   | Grupo 3 |
| 9   | Brasil                   | BRA    | Comitê Olímpico do Brasil                         |                   | Grupo 3 |
| 10  | Ilhas Caimã              | CAY    | Cayman Islands Olympic Committee                  |                   | Grupo 2 |
| 11  | Canadá                   | CAN    | Comitê Olímpico do Canadá                         |                   | Grupo 1 |
| 12  | Chile                    | CHI    | Comité Olímpico de Chile                          |                   | Grupo 3 |
| 13  | Colômbia                 | COL    | Comité Olímpico Colombiano                        |                   | Grupo 3 |
| 14  | Costa Rica               | CRC    | Comité Olímpico de Costa Rica                     |                   | Grupo 1 |
| 15  | Cuba                     | CUB    | Comité Olímpico Cubano                            |                   | Grupo 2 |
| 16  | Dominica                 | DMA    | Dominica Olympic Committee                        |                   | Grupo 2 |
| 17  | Equador                  | ECU    | Comité Olímpico Ecuatoriano                       |                   | Grupo 3 |
| 18  | El Salvador              | ESA    | Comité Olímpico de El Salvador                    |                   | Grupo 1 |
| 19  | Estados Unidos           | USA    | Comitê Olímpico e Paralímpico dos Estados Unidos  |                   | Grupo 1 |
| 20  | Granada                  | GRN    | Grenada Olympic Committee                         |                   | Grupo 2 |
| 21  | Guatemala                | GUA    | Comité Olímpico Guatemalteco                      |                   | Grupo 1 |
| 22  | Guiana                   | GUY    | Guyana Olympic Association                        |                   | Grupo 3 |
| 23  | Haiti                    | HAI    | Comité Olympique Haïtien                          |                   | Grupo 1 |
| 24  | Honduras                 | HON    | Comité Olímpico Hondureño                         |                   | Grupo 1 |
| 25  | Ilhas Virgens Americanas | ISV    | U.S. Virgin Islands Olympic Committee             |                   | Grupo 2 |
| 26  | Ilhas Virgens Britânicas | IVB    | British Virgin Islands Olympic Committee          |                   | Grupo 2 |
| 27  | Jamaica                  | JAM    | Jamaica Olympic Association                       |                   | Grupo 2 |
| 28  | México                   | MEX    | Comitê Olímpico Mexicano                          |                   | Grupo 1 |
| 29  | Nicarágua                | NCA    | Comité Olímpico Nicaragüense                      |                   | Grupo 1 |
| 30  | Panamá                   | PAN    | Comité Olímpico de Panamá                         |                   | Grupo 1 |
| 31  | Paraguai                 | PAR    | Comité Olímpico Paraguayo                         |                   | Grupo 3 |
| 32  | Peru                     | PER    | Comité Olímpico Peruano                           |                   | Grupo 3 |
| 33  | Porto Rico               | PUR    | Comité Olímpico de Puerto Rico                    |                   | Grupo 2 |
| 34  | República Dominicana     | DOM    | Comité Olímpico Dominicano                        |                   | Grupo 1 |
| 35  | São Cristóvão e Neves    | SKN    | St. Kitts and Nevis Olympic Association           |                   | Grupo 2 |
| 36  | São Vicente e Granadinas | VIN    | Saint Vincent & The Grenadines Olympic Committee  |                   | Grupo 2 |
| 37  | Santa Lúcia              | LCA    | Saint Lucia Olympic Committee                     |                   | Grupo 2 |
| 38  | Suriname                 | SUR    | Surinaams Olympisch Comité                        |                   | Grupo 3 |
| 39  | Trinidad e Tobago        | TRI    | Trinidad and Tobago Olympic Committee             |                   | Grupo 3 |
| 40  | Uruguai                  | URU    | Comité Olímpico Uruguayo                          |                   | Grupo 3 |
| 41  | Venezuela                | VEN    | Comité Olímpico Venezolano                        |                   | Grupo 2 |

## Regimento
A Assembleia Geral da ODEPA é a autoridade suprema na organização. Cada um dos 41 países-membros tem direito a um voto, porém os nove países que já sediaram os Jogos Pan-Americanos tem o direito a mais votos, sendo múltiplos de quantas vezes já sediaram o evento. As exceções são o Canadá e México que tem 4 votos (possuem o voto comum acrescido de três, por terem sediado os Jogos Pan-Americanos em igual número de oportunidades), Brasil e Estados Unidos (três votos cada), além do voto comum a todos.
Existe o limite máximo de cinco votos para cada país-membro da ODEPA, sendo a validade dos mesmos para a escolha da sede dos Jogos Pan-Americanos ou para a eleição do Comitê Executivo.

### Comitê Executivo
O Comitê Executivo da ODEPA é a autoridade delegada permanente desta entidade. É formado pelo presidente da organização, três vice-presidentes e um secretário-geral, além de um tesoureiro e mais nove membros, três por cada um dos três grupos de 14 países cada, reunidos por aproximação geográfica.
À exceção do secretário-geral e do tesoureiro, indicados pelo presidente para aprovação da Assembleia Geral, todos os outros cargos são eletivos, com mandato de quatro anos e direito a reeleição. A eleição se dá na Assembleia Geral realizada um ano após cada edição dos Jogos Pan-Americanos.

### Presidentes
Segue-se abaixo a lista de presidentes da ODEPA.
| Presidente                  | Nacionalidade | Mandato         |
| --------------------------- | ------------- | --------------- |
| Avery Brundage              | Estadunidense | 1940 - 1951     |
| José de Jesús Clark Flores  | Mexicano      | 1951 - 1955     |
| Doug Roby                   | Estadunidense | 1955 - 1959     |
| José de Jesús Clark Flores  | Mexicano      | 1959 - 1971     |
| Sylvio de Magalhães Padilha | Brasileiro    | 1971 - 1971     |
| José Beracasa               | Venezuelano   | 1971 - 1975     |
| Mario Vázquez Raña          | Mexicano      | 1975 - 2015     |
| Ivar Sisniega               | Mexicano      | 2015 - 2015     |
| Julio Maglione              | Uruguaio      | 2015 - 2017     |
| Neven Ilic Álvarez          | Chileno       | 2017 - presente |

- Nota: os mandatos de Sylvio de Magalhães Padilha (1971) e Ivar Sisniega (2015) foram de caráter interino.